# Обратитесь к Джейн
«Обратитесь к Джейн» (англ. See Jane Date) — романтическая комедия 2003 года режиссёра Роберта Берлингера на основе одноимённого романа Мелиссы Сенат. В России была показана на русской версии телеканала «Hallmark». В главной роли — звезда телесериала «Баффи — истребительница вампиров» Харизма Карпентер.

## Сюжет
Джейн Грант привлекательная девушка, но постоянно одинокая. Получив приглашение на свадьбу на два лица, она задумывается, как ей быть, ведь молодого человека у неё нет. За советом она обращается к своим друзьям — за два дня они должны помочь найти подходящего кандидата, с которым можно было бы смело отправиться на вечеринку.
Череда навязанных кавалеров, и своё «собственное» свидание преподносят не только массу сюрпризов, но и наконец дают возможность девушке определиться в выборе.

## В ролях
- Харизма Карпентер — Джейн Грант
- Дэвид Липпер — Итан Майлз
- Джошуа Малина — Кевин Адамс
- Ивэн Марриотт — Хэнк Чилтон
- Камерон Мэттисон — Гари Бабкок
- Эдди МакКлинток — Курт Батнер
- Захари Леви — Грант Ашер
- Рашель Лефевр — Элоиз
- Линда Дано — Ина
- Ким Шранер — Дана
- Антонио Сабато-мл. — Тимоти Роммелли
- Холли Мари Комбс — Наташа Нэтли

## Интересные факты
- Слоган фильма — «Она всегда далеко от того, чтобы найти идеального парня».
- Съёмки фильма проходили с 13 июня по 7 июля 2003 года в Монреале (провинция Квебек, Канада).
- По словам исполнительницы главной роли Харизмы Карпентер, канал ABC планировал снять на основе фильма телесериал с её же участием. Однако она отказалась от роли, поскольку ей нужен был перерыв после работы над сериалом «Ангел», в том числе для ухода за новорождённым сыном[1].

## Мировой релиз
- США — 16 августа 2003 года
- Франция — 25 октября 2004 года
- Венгрия — 15 ноября 2004 года
- Австралия — 29 января 2008 года